# Makadla

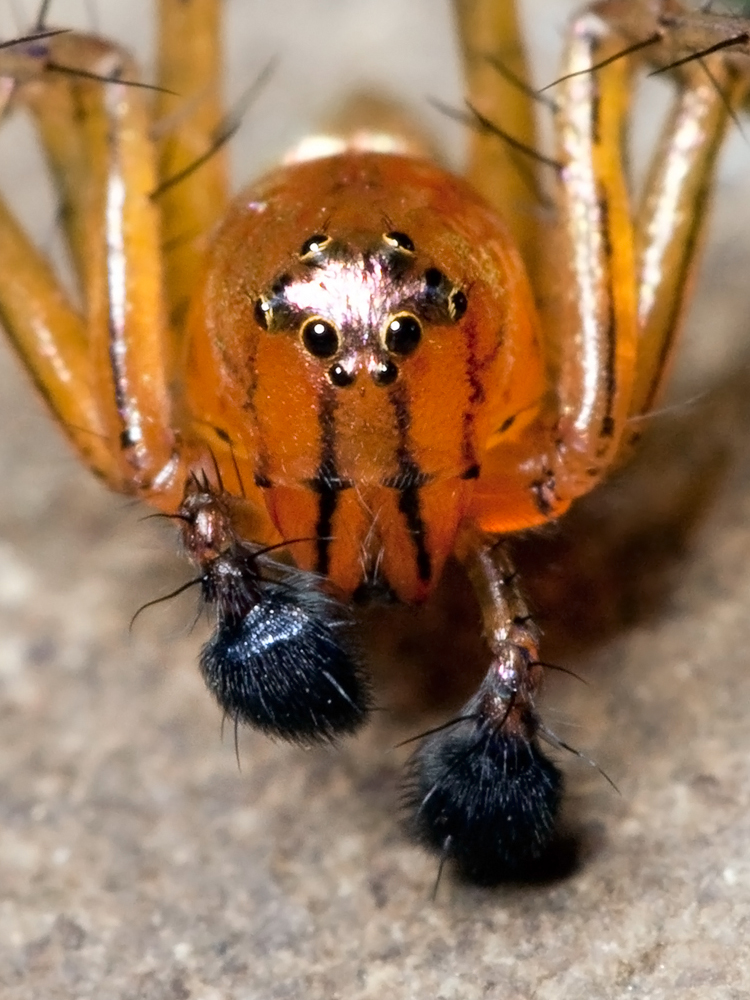
Samec paslíďáka amerického (Oxyopes salticus) se zvětšenými makadly.

Makadla (synonyma: pedipalpy, palpy) jsou specifické přední končetiny klepítkatců.

## Popis
V tělním uspořádání pavouků se jedná o druhý pár končetin (první jsou chelicery, za makadly potom čtyři páry nohou. Jsou obvykle kratší než kráčivé nohy a jen šestičlánkové (kráčivé nohy jsou sedmičlánkové). Tvoří je – směrem od těla: koxa (kyčel), trochanter (příkyčlí), femur (stehno), patela (koleno), tibia (holeň) a tarzus (chodidlo). Oproti noze chybí metatarzus (zánártí). Základní články, koxy, vybíhají dopředu laloky zvanými gnatokoxy. U většiny klepítkatců plní funkci ústních orgánů, kdy mají zásadní či alespoň důležitý podíl při zachycení kořisti. U pavouků bývá přední část opatřena řadou malých zoubků, vnitřní okraje jsou porostlé hustými chlupy, které nasávají tekutý obsah těla kořisti. Výrazně zvětšené gnatokoxy daly název čeledi pavouků čelistnatkovití (Tetragnathidae). Makadla rovněž pomáhají zorientovat se v prostoru a jsou důležitá i při uchopení kořisti. U dospělých samců pavouků bývají na jejich koncích (obvykle na tibii) umístěny sekundární kopulační orgány, tedy apofýzy, bulby, do kterých samci nasávají sperma před kopulací a s jejich pomocí jej předávají do kopulačních orgánů samic.  Druhům s dobrým zrakem slouží makadla i jako signalizační končetiny při namlouvacích tanečcích. U štírů, bičnatců či bičovců se pedipalpy vyvinuly v klepítka.

## Galerie – srovnání tvaru makadel u samic a samců

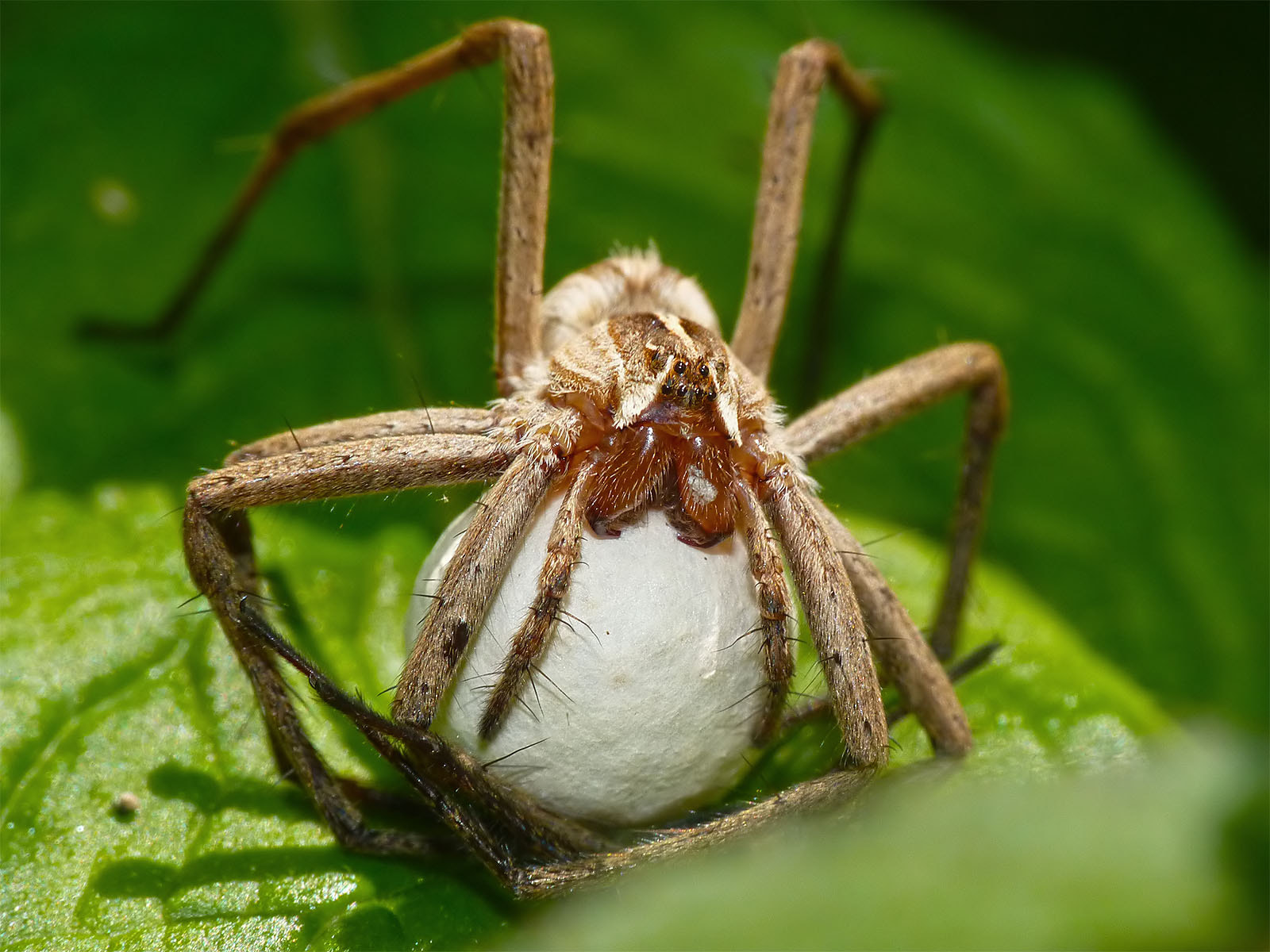
Lovčík hajní (Pisaura mirabilis), samice
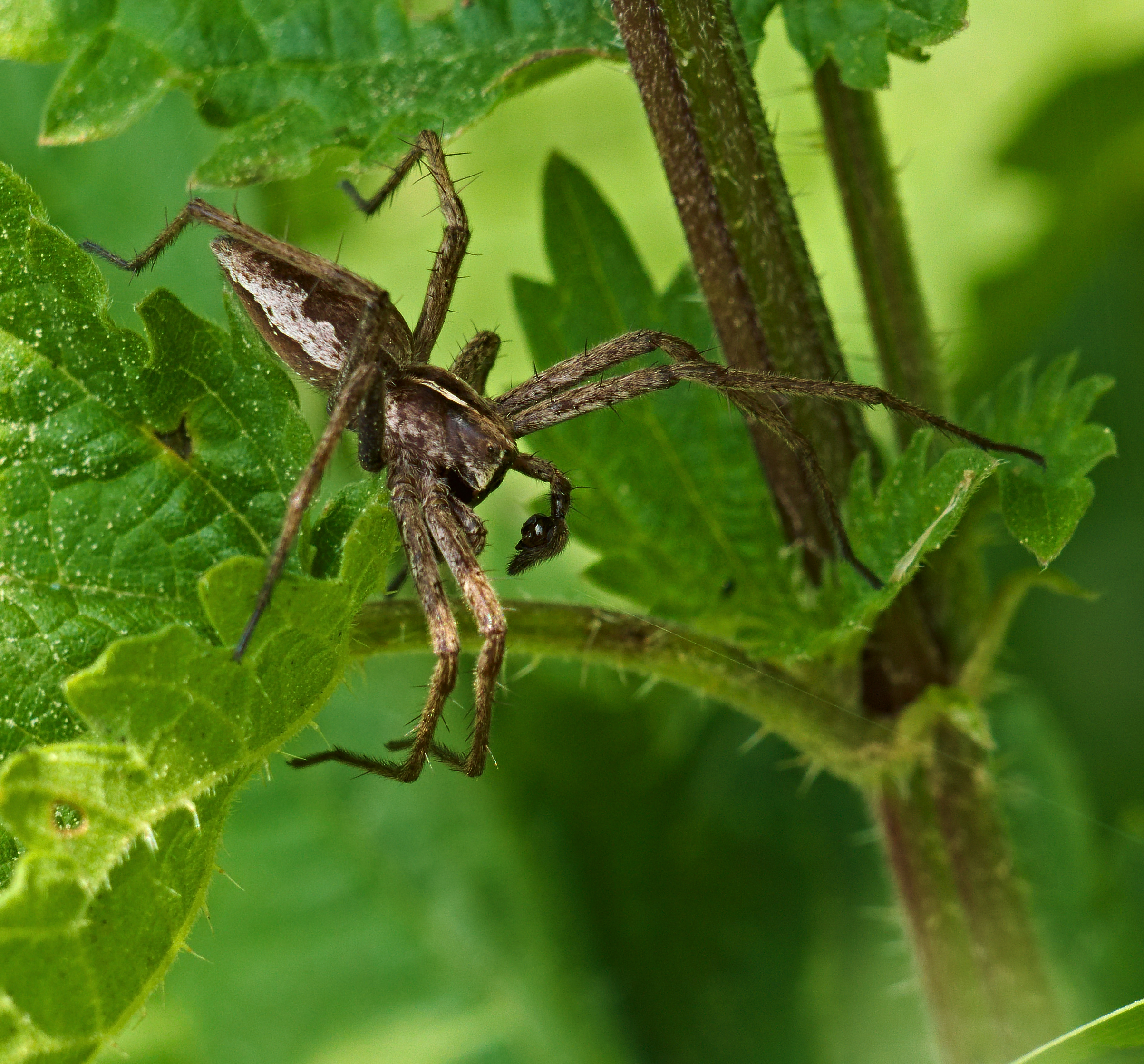
Lovčík hajní (Pisaura mirabilis), samec
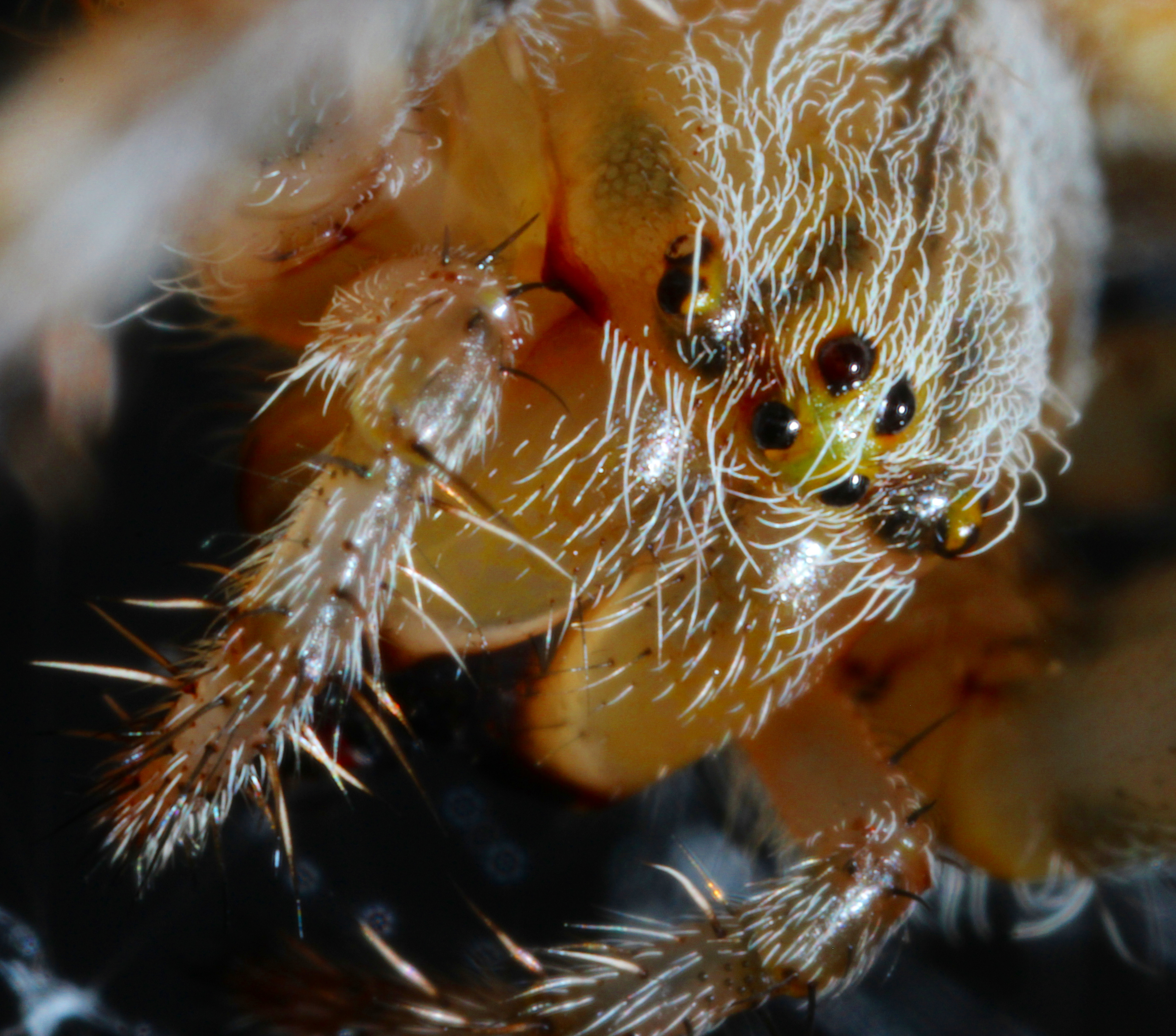
Křižák obecný (Araneus diadematus), samice
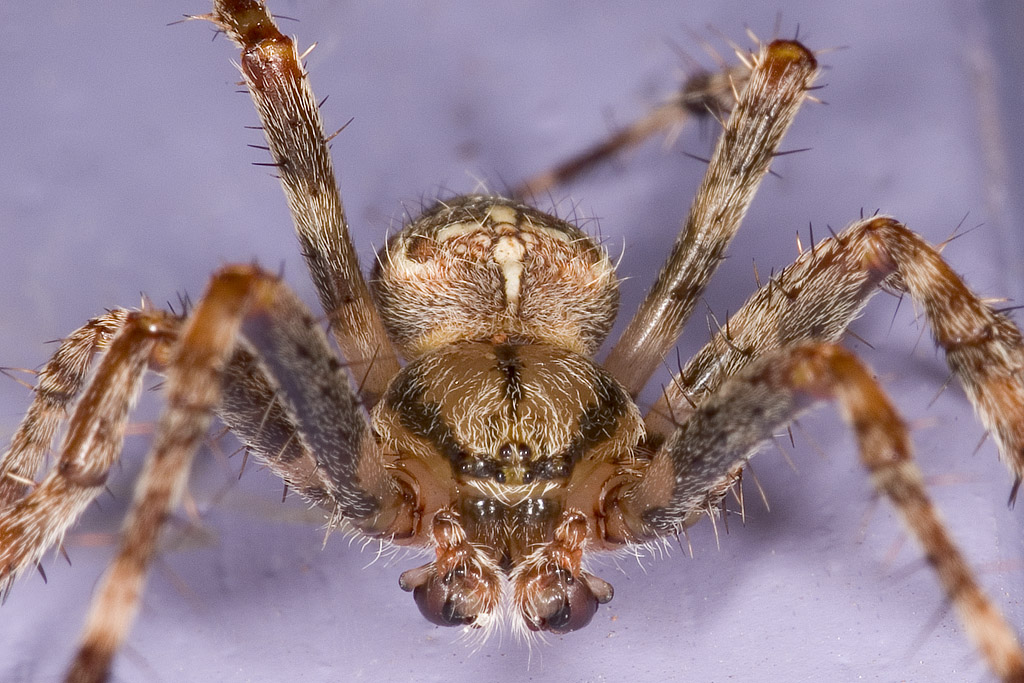
Křižák obecný (Araneus diadematus), samec